# Allauddin Khan
Allauddin Khan (Hindi अलाउद्दीन खान, * angeblich 8. Oktober 1862 in Shibpur/Brahmanbaria; † 6. September 1972), genannt Baba Allauddin Khan, war ein indischer Sarodspieler und Komponist.

## Leben
Khan wurde als Sohn des Musikers Sabdar Hossain Khan in Shibpur im heutigen Bangladesch geboren. Sein erster Musiklehrer war sein älterer Bruder Fakir Aftabuddin Khan. Bereits im Alter von zehn Jahren verließ er sein Zuhause und trat in ein Jatra-Theater ein, wo er mit der traditionellen bengalischen Musik vertraut wurde. Nach einigen Jahren ging er nach Kalkutta, wo er Schüler des Sängers Gopal Krishna Bhattacharya (Nulo Gopal) wurde. Als dieser sieben Jahre später starb, setzte er seine Ausbildung bei Amritalal Dutt, einem Cousin Vivekanandas fort. Zur gleichen Zeit nahm er auch Unterricht in klassischer europäischer Violinmusik.
Nachdem er Amjad Ali Khan, einen Enkelschüler Asghar Ali Khans, bei einem Konzert gehört hatte, beschloss er, Sarodspieler zu werden. Er studierte das Instrument fünf Jahre lang bei Asghar Ali Khan und setzte dann seine Ausbildung in Rampur bei Wazir Khan Beenkar fort, der Hofmusiker in der Stadt war und als einer der letzten lebenden Nachkommen des legendären Tansen galt. Danach wurde er Hofmusiker von Brijnath Singh, dem Maharaja von Maihar. Er reformierte die hier seit dem 19. Jahrhundert gepflegte  Maihar-Gharana und gründete 1955 eine Musikschule. Zu seinen Schülern zählen neben seinen eigenen Kindern Ali Akbar Khan und Annapurna Devi u. a. die Musiker Ravi Shankar, Nikhil Banerjee, Vasant Rai, Indranil Bhattacharya, Pannalal Ghosh und Wazir Khan.
In Anerkennung seiner Leistungen auf dem Gebiet der Musik erhielt er 1952 den Preis der Sangeet Natak Akademi. Der indische Präsident verlieh ihm 1958 den Padma Bhushan und 1971 den Padma Vibhushan. Allauddin Khan starb 1972 wenige Wochen vor seinem vermeintlichen 110. Geburtstag. Die indische Post gab 1999 eine Briefmarke im Wert von 300 Paise (3 Rupien) mit seinem Porträt heraus.